# Entephria poliotaria
Entephria poliotaria är en fjärilsart som beskrevs av George Francis Hampson 1902. Entephria poliotaria ingår i släktet Entephria och familjen mätare. Inga underarter finns listade i Catalogue of Life.